# Ad Reinhardt
Ad Reinhardt (Buffalo, 24 december 1913 - New York, 30 augustus 1967) was een Amerikaanse abstract werkende kunstschilder en theoreticus/schrijver. Zijn belangrijkste werk, dat hij maakte in de jaren 1950 en 1960, heeft raakvlakken met de post-painterly abstraction, hard edge en het minimalisme. Reinhardt streefde naar een schilderkunst die alleen naar zichzelf wees, niets wilde betekenen, en "geen gelijkenis met wat dan ook op aarde vertoont". Hij was een pleitbezorger van het l'art pour l'art-principe.

## Het vroege werk
Na eerst kunstgeschiedenis en esthetica te hebben gestudeerd aan de Columbia-universiteit bij Meyer Shapiro, ging Reinhardt naar de National Academy of Design en de American Artists School in New York. Van 1936 tot 1941 was hij werkzaam op de ezelafdeling van het Federal Art Project, en daarnaast deed hij commercieel werk. Van '46 tot '51 vervolgde hij zijn studie aan de New York University of Fine Arts. Reinhardt doceerde vanaf 1947 aan diverse universiteiten.
Rond 1935 sloot Reinhardt zich aan bij de American Abstract Artist groep. Rond 1947, beïnvloed door islamitische abstract decoratieve kunst, doorliep Reinhardt een fase waarin zijn schilderijen meer expressieve, kalligrafische tekens (à la Mark Tobey) bevatten, maar deze schrifttekens verdichtten zich al snel tot rechthoeken die het hele canvas gingen bedekken.

## De zwarte schilderijen
Sinds 1950 maakte hij reeksen monochromen in nauw verwante tinten van één kleur - eerst in intense kleuren als blauw en rood; vanaf 1954 alleen nog in zwart. De vierkanten en rechthoeken zijn volgens een vast patroon (de 'grid', de matrix) geordend. Het beeld is van tevoren 'gezien' en daarna volgens systematische principes gemaakt.
Hij schiep een totaalbeeld waarin geen sprake is van hiërarchische verhoudingen tussen de vormen of van nadruk op een bepaald gedeelte van het schilderij ('niet-gecomponeerd'), en waarin de tegen elkaar aangelegen kleurvormen geen onderlinge spanning creëren. Gelijktijdig pakte hij een ander door het abstract expressionisme opgeworpen formeel probleem aan: de tegenstelling tussen figuur en de grond waarop die figuur is geplaatst. In Reinhardt schilderijen bestaan begrippen als vorm en restvorm, figuur en achtergrond, als zodanig niet meer. Het beeld is één beeld, en is geheel in evenwicht.
In tegenstelling tot het Zwart suprematisch vierkant van Kazimir Malevitsj, dat een beeld was van vernieuwing en van levensenergie (Malevitsj noemde het "het levende koningskind"), is Reinhardts vierkant, in zijn eigen woorden, "een ontkenning van (...) verticale strepen, klodders, penseelwerk (...) impulsen, genot, pijnen, gedachten (...) toevalligheden, handelingen (...) tradities in de abstracte kunst, van mij en van iedereen." Deze manier om iets te benoemen, nl. door te benadrukken wat het niet is, gebruikte Reinhardt ook in zijn stelling: "Kunst is niet wat geen kunst is. Al het andere is iets anders". Zijn '12 regels voor een nieuwe academie' luiden o.a.: 'Niet schetsen of tekenen. Geen vormen. Geen licht. Geen voorwerp, geen voorwoord, geen thema.'
De laatste schilderijen die hij maakte voor zijn dood noemde Reinhardt 'Ultimate Paintings', hiermee aangevend dat, naar zijn mening, er niet verder kon worden gegaan dan in deze werken gebeurde op het gebied van de abstractie.